# Rapto de las sabinas (Pietro da Cortona)
El Rapto de las sabinas es un cuadro de Pietro da Cortona que representa el episodio mítico del mismo nombre. Fue realizado entre 1629 y 1630, aproximadamente, y se conserva en la pinacoteca de los Museos Capitolinos de Roma,Italia.
Inicialmente, este lienzo estaba destinado a la familia de sus primeros mecenas, los ricos banqueros florentinos Sacchetti. El cardenal Sacchetti había encargado esta obra porque quería destacar la antigüedad de su familia, recientemente instalada en Roma.
Este cuadro está considerado como un "manifiesto" de la pintura barroca romana.

## Descripción
Este episodio es relatado por Plutarco y  Tito Livio y se refiere a los orígenes míticos de Roma. Pietro Berrettini da Cortona sitúa la escena ante una arquitectura antigua, con el obelisco y un templo a la derecha (reconocible por su frontón triangular) que es el de Neptuno. En la mitología romana, Neptuno era el dios de los mares, océanos, fuentes y ríos: Berrettini lo representa en la parte superior izquierda de su composición como una estatua reconocible por su atributo, el tridente. Se observa a sus pies la presencia de un jarrón que podría ser un símbolo de lo que representa (el agua), ya que la escena no se desarrolla cerca del mar.
Cortona decidió sin duda representar esta escena en este escenario para hacer referencia a los «juegos de Neptuno» organizados por Rómulo para atraer a los Sabinos y raptar a sus mujeres e hijas. Sin embargo, toda esta arquitectura antigua queda oculta por una masa de vegetación de los mismos matices cromáticos. Esta última deja entrever un cielo muy tormentoso y turbulento que se hace eco de la escena que se desarrolla en primer plano.

### Personajes

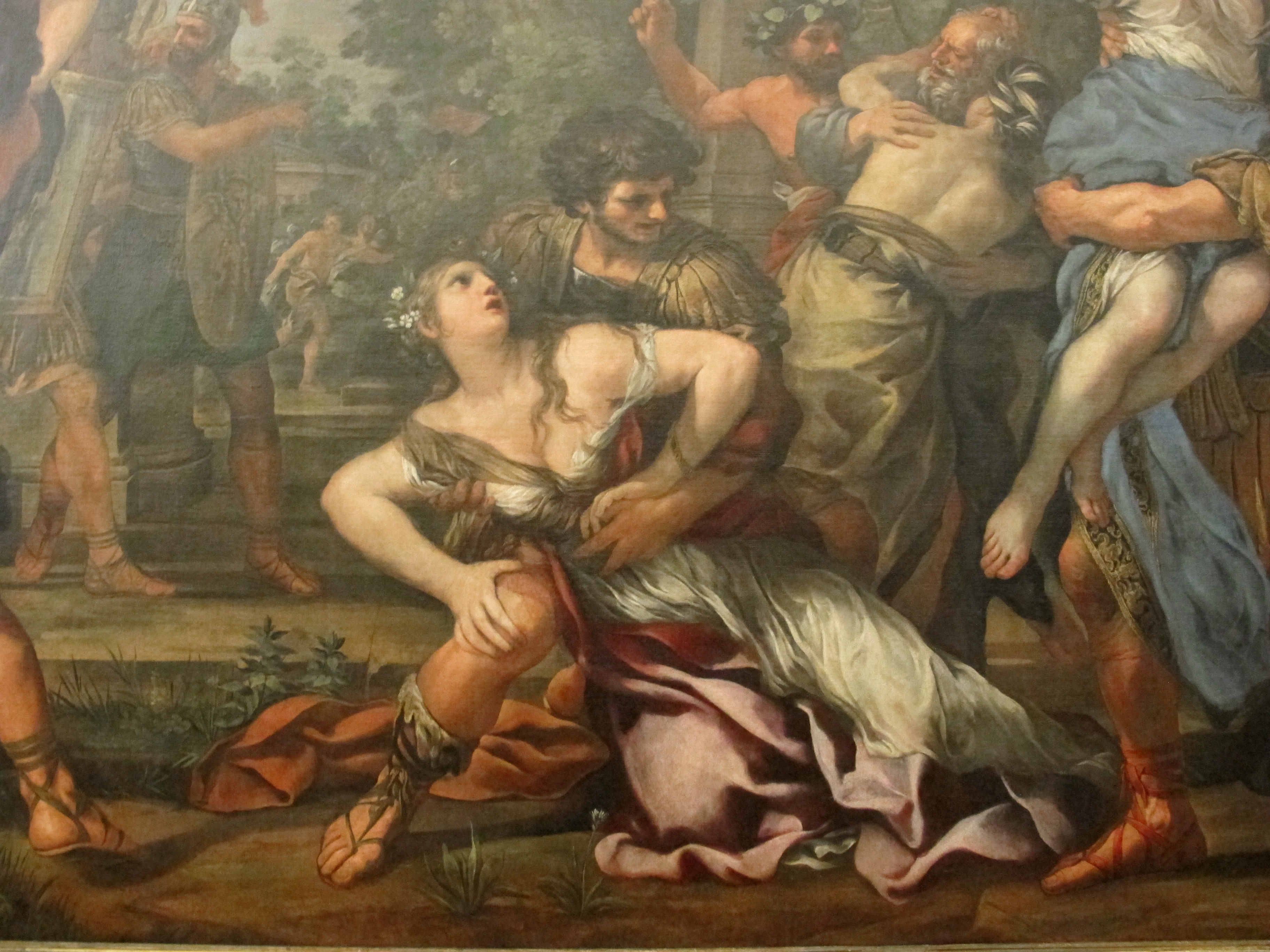
Un detalle de los personajes en el centro de la composición.

El primer plano está ocupado por tres grupos de dos personajes con poses que hacen que el conjunto parezca una obra de teatro.
La pareja del extremo derecho del cuadro está inspirada en una escultura de Bernini, el rapto de Proserpina. En la representación de Bernini, Proserpina lucha con gestos agitados mientras intenta ahuyentar a su agresor con la mano izquierda. No ocurre así en el cuadro de Cortona, donde «Proserpina» no intenta ahuyentar a su agresor, sino que su gesto expresa más bien su miedo y su deseo de huir, sin que esto sea posible. Es un gesto de desesperación. La Sabina de la pareja del extremo izquierdo adquiere un aire más de fatalidad al mirar al niño de su derecha, pero no hace ningún gesto de repulsa. La Sabina del centro tampoco hace un gesto violento, pero intenta deshacerse de su agresor con la mano izquierda mientras mira a uno de sus compañeros.
Pietro da Cortona realzó los grupos sobre un fondo más plano cuya composición recuerda los relieves del siglo XVI.

### Composición
Sin embargo, Pietro da Cortona juega con el desequilibrio. Toda la composición es asimétrica y se organiza siguiendo líneas diagonales. Hay un eje diagonal entre las dos mujeres de las parejas de la derecha que se amplifica con sus miradas. Para mantener el equilibrio, hay diagonales opuestas. Una línea más serpenteante está representada por el cuerpo de la sabina de la pareja de la izquierda. Toques de color, como el azul del vestido de la sabina, rompen el tono uniforme más bien dorado (la luz rubia típica de Venecia) que responde al juego de diagonales y miradas.
Los trajes se inspiran en los de la época clásica, con las armaduras de los soldados y los vestidos de las mujeres donde todo está muy detallado, como esculpido con sombras. Aquí Pietro da Cortona alcanzó su madurez estilística. 